# Eita Kasagawa
Eita Kasagawa (født 25. oktober 1990) er en japansk tidligere professionel fodboldspiller.
Han har spillet for flere forskellige klubber i sin karriere, herunder Avispa Fukuoka.